# Karolien Florijnová
Karolien Florijnová (* 6. dubna 1998 Leiden) je nizozemská veslařka.
Její otec Ronald Florijn je dvojnásobným olympijským vítězem a matka Antje Rehaagová se stala mistryní světa ve veslování jako reprezentantka Německa. Veslování se věnují také oba její mladší bratři.
V roce 2016 se stala juniorskou mistryní Evropy na skifu. O rok později zvítězila na mistrovství světa do 23 let na čtyřce a získala stříbrnou medaili na seniorském evropském šampionátu s osmiveslicí. V roce 2018 získala s párovou čtyřkou bronz na evropském i světovém šampionátu. Na čtyřce bez kormidelnice získala stříbrnou medaili na MS 2019 a tři tituly mistryně Evropy v řadě (2019, 2020 a 2021). Na olympiádě v Tokiu získala se čtyřkou pro Nizozemsko stříbrnou medaili. Pak přešla na skif a v roce 2022 získala v této disciplíně evropské i světové prvenství. V následujícím roce dokázala oba tituly obhájit. Ve své kariéře také vyhrála šest regat Světového poháru. V roce 2024 jí byla udělena cena De Gouden Riem (Zlaté veslo), kterou od roku 1892 získalo pouze sedm nizozemských veslařů.
Na pařížských olympijských hrách v roce 2024 vyhrála závod skifařek časem 7:17,28 před Emmou Twiggovou z Nového Zélandu a Viktorií Senkuteovou z Litvy. Bylo to první zlato pro Nizozemsko z ženského skifu. Na stejné olympiádě získal zlatou medaili také její bratr Finn Florijn jako člen posádky párové čtyřky. 